# Благодаровка (Татарстан)
Благодаровка — посёлок в Новошешминском районе Татарстана. Входит в состав Чебоксарского сельского поселения.

## География
Находится в центральной части Татарстана на расстоянии приблизительно 19 км по прямой на запад от районного центра села Новошешминск у речки Чебоксарка.

## История
Основан в XVIII веке. Упоминался также как деревня Вольная Алькина.

## Население
Постоянных жителей было: в 1859 — 81, в 1897 — 144, в 1908 — 189, в 1920 — 187, в 1926 — 202, в 1938 — 163, в 1949 — 140, в 1958 — 68, в 1970 — 83, в 1979 — 133, в 1989 — 76, в 2002 — 87 (чуваши 74 %), 82 — в 2010.

## Экономика
Полеводство, мясомолочное скотоводство. 